# Flavan-3,4-dioli

Flavan-3,4-diolo

I flavan-3,4-dioli, o leucoantocianidine, sono una classe di composti flavonoidici diolici dalla cui polimerizzazione si ottengono i cosiddetti tannini condensati.  Essi sono anche all'origine delle catechine e probabilmente si polimerizzano con esse per dare le proantocianidine.